# Daniel Ledent
 (janvier 2018).
Si vous disposez d'ouvrages ou d'articles de référence ou si vous connaissez des sites web de qualité traitant du thème abordé ici, merci de compléter l'article en donnant les références utiles à sa vérifiabilité et en les liant à la section « Notes et références ».
Pour les articles homonymes, voir Daniel Ledent (basket-ball) et Ledent.
Daniel Henri Ledent, né le 9 avril 1951 est un homme politique belge wallon, membre du PS.
M. Ledent est fils d’agriculteur, technicien électricité-électronique, 
cheminot et délégué syndical CGSP actuellement en congé politique, il exerce son mandat politique depuis 1988.
Il a été membre créateur, administrateur ou président de nombreuses associations qu'il a contribué à créer. 

## Carrière politique
- 1988-     : Député provincial à la province de Luxembourg
- depuis 2006     : Président du Collège provincial

## Mandats
- Président de :
  - l'Intercommunale Idélux Idélux projet et Idélux finances
  - la Commission Transports et Communications du PS Luxembourg
  - l' Immobilière sociale
  - d' NGE2000 (Nouveaux gisements d'emploi)
- Vice-Président 
  - Fondation MERCi
  - d' Adinfo
  - de la SA Adéhis
- Administrateur 
  - de la Maison de Soins Psychiatriques à Athus (Président fondateur)
  - de Sitelux
  - de Loth-Info
  - des Habitations protégées (Président fondateur)
  - d' Au Travert (Président fondateur)
  - du Panathlon Wallonie-Bruxelles
  - Partageons nos Routes (Président fondateur)
  - Holding communal
  - Groupe initiatives